# Минимальная остаточная болезнь
Минимальная остаточная болезнь (минимальная резидуальная болезнь) — небольшое количество опухолевых клеток лейкемии, остающихся в организме после достижения ремиссии. Эти клетки являются основной причиной рецидивов болезни, поэтому консолидация и поддерживающая терапия после достижения ремиссии при лечении, например, острого лимфобластного лейкоза направлена именно на уничтожение остатков опухолевых клеток.

## Контроль
До определенного времени анализы не могли детектировать такие малые количества опухолевых клеток. 
Для контроля минимальной остаточной болезни используют высокочувствительные методы анализа ДНК, РНК и белков. Например, молекулярно-генетический анализ с использованием полимеразной цепной реакции позволяет выявлять небольшие количества лейкемических клеток с определённым генетическим дефектом. Менее чувствителен цитогенетический анализ.
Так как опухолевые клетки при лейкемии часто характеризуются необычным набором белков на их поверхности, для контроля минимальной остаточной болезни используют проточную цитометрию.
Также для детекции используют флюоресцентной гибридизации in situ и ПЦР с обратной транскрипцией.